# Bonded Parallels
Pour plus de détails, voir Fiche technique et Distribution.
Bonded Parallels (titre arménien Խճճված զուգահեռներ) est un film du réalisateur arménien Hovhannes Galstyan, sorti en 2009. C'est un film international coproduit par l'Arménie, la France et la Norvège.

## Synopsis
Laura a 42 ans et est indépendante et fière de l'être. Elle vit une vie tranquille de professeur de mathématiques à Erevan en Arménie. Un jour elle trouve le journal intime de sa mère morte alors qu'elle lui donna la vie. Laura apprend alors pour la première fois l'histoire de ses parents.

## Fiche technique
- Titre : Bonded Parallels
- Réalisation : Hovhannes Galstyan
- Scénario : Hovhannes Galstyan
- Sociétés de production : Parallels Film Production (Arménie), Original Film (Norvège), Quasar Pictures (France), Hayfilm (Arménie)
- Production : Jean-Marie Delbary, Hovhannes Galstyan, Marie-Anne Le Metayer-Djivelekian, Olivier Oursel
- Musique : Vahagn Hayrapetyan
- Genre : drame, historique
- Format: 35 mm - couleur
- Durée : 93 minutes[1] ou 101 minutes[2]
- Pays :  Arménie |  France |  Norvège
- Langue : Armenien | Nynorsk
- Date de sortie : 
  -  France : 1er janvier 2007[3]
  -  Arménie : 15 juillet 2009[4]
  -  Norvège : 21 janvier 2010[4] (Tromsø International Film Festival)

## Distribution
- Laurence Ritter : Laura
- Sos Janibekyan : Narek
- Siri Helene Müller : Hanna
- Serge Avédikian : Arakel
- Saragis Alaverdyan : frère d'Arakel
- Artashes Aleksanyan : Coach
- Gayane Ayvazyan : Infirmière
- Ruzan Banduryan : Shousan
- Jussi Flemming Bjørn : Lui-même